# Antonio Gandin
Antonio Gandin, italijansko-francoski general, * 13. maj 1891, † 24. september 1943.